# 電子簽名
签名是与一个特定人联系在一起的有特殊风格的笔迹，类似于印章。在商务和法律中，文档上的签名记录着这个人接受了这份文件。电子签名是指任何有法律效力的，能够表明一个人已经接受了电子消息的内容的电子手段。
电子签名可能被用于电子传输版本的包含签名的文档，比如传真，也可能是一段经过编码的信息，比如使用莫斯电码的电报。而经过加密的数字签名近年来在电子商务和存档管理中被愈发常见地使用，因为数字签名比一个简单的普通电子签名更加安全。
电子签名本身不是一个全新的概念，普通法承认电报签名可以追溯到19世纪中期，而对于传真则可以追溯到20世纪80年代。
在包括美国、欧盟、澳大利亚等很多国家以及地区，被法庭认可时的电子签名与传统的文档认证形式具有相同的法律效力。

## 历史
早在1861年南北战争开始以前，莫斯电码就已经被用于电报发送信息。
在19世纪80年代，一些公司甚至个人开始使用传真机来传送高优先级的或者时间敏感的文档。虽然原始文档的原始的签名在纸上，但签名的图像与传输形式是电子的。

## 法律定义
美国的法律定义电子签名是“一个与契约或其他记录在逻辑意义上相关或连接的一个记录了一个人接受其内容的电子音像、符号或程序”
根据《中华人民共和国电子签名法》第二条之规定：“本法所称电子签名，是指数据电文中以电子形式所含、所附用于识别签名人身份并表明签名人认可其中内容的数据。”

## 加密的簽名
簽發的人擁有私鑰，並發出一個公鑰，讓他人驗証經私鑰簽署的訊息是否為私鑰的所有人所簽發。電子簽名已成功的在虛擬貨幣，如比特幣等得到可信任的應用。

## 引用
1. ↑  . virginia.service-now.com.   [2022-09-23]. （原始内容存档于2022-09-23）.
2. ↑  .   [2022-09-23]. （原始内容存档于2006-09-25）.
3. ↑  . National Archives of Australia.   [2022-09-23]. （原始内容存档于2006-07-12）.
4. ↑  .   [2022-09-23]. （原始内容存档于2011-11-25）.
5. ↑  . Isaac Bowman.   [2022-09-23]. （原始内容存档于2015-03-11）.
6. ↑   (PDF).   [2010-03-13]. （原始内容 (PDF)存档于2011-05-22）.

## 更多
For books in English on electronic signatures, see:
- Stephen Mason (2007). Electronic Signatures in Law (2nd ed.). Haywards Heath: Tottel （页面存档备份，存于）. ISBN 978-1-84592-425-6
- Dennis Campbell (Ed.) (2005). E-Commerce and the Law of Digital Signatures. Oceana Publications.
- Lorna Brazell (2004). Electronic Signatures Law and Regulation. Sweet & Maxwell.
- M. H. M Schellenkens (2004). Electronic Signatures Authentication Technology from a Legal Perspective. TMC Asser Press.

For journals on electronic signatures, see:
- Stephen Mason (Ed.).  Digital Evidence and Electronic Signature Law Review. Includes translations of electronic signature cases from Europe, Brazil, China and Colombia into English.